# Železniška postaja Hodoš
Železniška postaja Hodoš je ena večjih železniških postaj v Sloveniji, ki oskrbuje bližnje naselje Hodoš.
Je edini železniški mejni prehod med Slovenijo in Madžarsko, kjer se je do 20. decembra 2007 (do takrat ko je Madžarska vstopila v Schengen) izvajal mejni nadzor. Interna oznaka mejnega prehoda je 774.